# Bangkok Challenger
Il Bangkok Challenger (chiamato in precedenza SAT Bangkok Open) è stato un torneo professionistico di tennis giocato sul cemento che faceva parte dell'ATP Challenger Tour. Si giocava annualmente a Bangkok in Thailandia dal 2009 sui campi all'aperto in cemento del Rama Gardens Hotel.

## Storia
Fondato nel 2009 come SAT Bangkok Open, nel 2010 prese la denominazione Chang-Sat Bangkok Open che mantenne fino al 2015, nel 2016 fu chiamato KPN Bangkok Open e nel 2017 prese il nome Bangkok Challenger.
Nel 2010, il giorno dopo la conclusione del torneo Chang-Sat Bangkok Open ebbe inizio il Chang-Sat Bangkok Open 2. Nel 2016 si disputò il KPN Bangkok Open e il giorno dopo prese il via il KPN Bangkok Open 2. Analogamente, dal 2017 il giorno dopo la conclusione dei tornei Bangkok Challenger hanno inizio i tornei Bangkok Challenger II.

## Albo d'oro

### Singolare
| Anno     | Campione            | Finalista            | Punteggio           |
| -------- | ------------------- | -------------------- | ------------------- |
| 2020     | Attila Balázs       | Aslan Karacev        | 7–6(5), 0–6, 7–6(6) |
| 2019     | Henri Laaksonen     | Dudi Sela            | 6–2, 6–4            |
| 2018     | Marcel Granollers   | Mats Moraing         | 4–6, 6–3, 7–5       |
| 2017     | Janko Tipsarević    | Blaž Kavčič          | 6–3, 7–6(1)         |
| 2016     | Michail Južnyj      | Gō Soeda             | 6–3, 6–4            |
| 2015     | Yūichi Sugita       | Marco Trungelliti    | 6–4, 6–2            |
| 2014     | Chung Hyeon         | Jordan Thompson      | 7–6(0), 6–4         |
| 2013     | Blaž Kavčič         | Jeong Suk-Young      | 6–3, 6–1            |
| 2012     | Dudi Sela           | Yūichi Sugita        | 6–1, 7–5            |
| 2011     | Cedrik-Marcel Stebe | Amir Weintraub       | 7–5, 6–1            |
| 2010 (2) | Grigor Dimitrov     | Aleksandr Kudrjavcev | 6–4, 6–1            |
| 2010     | Grigor Dimitrov     | Konstantin Kravčuk   | 6–1, 6–4            |
| 2009     | Florian Mayer       | Danai Udomchoke      | 7–5, 6–2            |

### Doppio
| Anno     | Campioni                                  | Finalisti                              | Punteggio           |
| -------- | ----------------------------------------- | -------------------------------------- | ------------------- |
| 2020     | Andrej Golubev Oleksandr Nedovjesov       | Sanchai Ratiwatana Christopher Rungkat | 3–6, 7–6(1), [10–5] |
| 2019     | Gong Maoxin Zhang Ze                      | Hsieh Cheng-peng Christopher Rungkat   | 6–4, 6–4            |
| 2018     | Gerard Granollers Pujol Marcel Granollers | Zdeněk Kolář Gonçalo Oliveira          | 6–3, 7–6(6)         |
| 2017     | Grégoire Barrère Jonathan Eysseric        | Yūichi Sugita Wu Di                    | 6–3, 6–2            |
| 2016     | Johan Brunström Andreas Siljeström        | Gero Kretschmer Alexander Satschko     | 6–3, 6–4            |
| 2015     | Bai Yan Riccardo Ghedin (2)               | Chen Ti Li Zhe                         | 6–2, 7–5            |
| 2014     | Pruchya Isarow Nuttanon Kadchapanan       | Chen Ti Peng Hsien-yin                 | 6–4, 6–4            |
| 2013     | Chen Ti Huang Liang-Chi                   | Jeong Suk-Young Nam Ji Sung            | 6–3, 6–2            |
| 2012     | Divij Sharan Vishnu Vardhan               | Lee Hsin-han Peng Hsien-yin            | 6–3, 6–4            |
| 2011     | Pierre-Ludovic Duclos Riccardo Ghedin (1) | Nicholas Monroe Ludovic Walter         | 6–4, 6–4            |
| 2010 (2) | Sanchai Ratiwatana Sonchat Ratiwatana     | Frederik Nielsen Yūichi Sugita         | 6–3, 7–5            |
| 2010     | Gong Maoxin Li Zhe                        | Yuki Bhambri Ryler DeHeart             | 6–3, 6–4            |
| 2009     | Joshua Goodall Joseph Sirianni            | Mikhail Elgin Aleksandr Kudrjavcev     | 6–3, 6–1            |